# Werner Catel
Pour les articles homonymes, voir Catel.
Werner Julius Eduard Catel, né le 27 juin 1894 à Mannheim, et mort le 30 avril 1981 à Kiel, est un psychiatre et pédiatre allemand impliqué dans « l'euthanasie » des enfants sous le Troisième Reich.

## Biographie
Werner Catel est élève au lycée König-Albert de Leipzig. Il étudie la médecine aux universités de Fribourg-en-Brisgau et Halle. Il est promu Docteur en médecine en 1920. Assistant après 1922 à la clinique pédiatrique de Leipzig, il y passe en 1926 son habilitation. Il rencontre en 1924 à Innsbruck le psychiatre Alfred Hoche, auteur avec le juriste Karl Binding de l'ouvrage L'approbation de la destruction des vies inutiles. Sa mesure et sa forme.

## Activité pendant le Troisième Reich
Catel devient en avril 1933, après le départ contraint du directeur Siegfried Rosenbaum, poursuivi en raison de ses origines juives, le nouveau directeur de la clinique pédiatrique de Leipzig. Il est également professeur de neurologie et psychiatrie à l'université de Leipzig.
Il adhère en mai 1937 au NSDAP. Il est alors déjà membre d'organisations nazies telles l'Association nationale-socialiste des médecins, et le Secours populaire national-socialiste. Il adhère la même année à la Leopoldina.

### Participation à l'euthanasie des enfants
Un père résidant à Pomßen prie Catel en 1939 d'accorder à son enfant, Gerhard Kretschmar, né aveugle, avec un avant-bras absent et une jambe mal formée, une « mort miséricordieuse ». Catel se prononce alors sur le fait que l'enfant ne deviendrait « jamais normal », et conseille une démarche directe auprès de Adolf Hitler. Hitler missionne Karl Brandt à Leipzig, et Catel est chargé de la décision et de son application. Catel « endort » alors l'enfant le 25 juillet 1939, ce qui constitue le début de l'euthanasie des enfants en Allemagne.
En suivant les directives de la Commission du Reich pour l'enregistrement scientifique des souffrances héréditaires et congénitales graves, sise à la Chancellerie du Führer, Catel ouvre un «établissement pédiatrique spécialisé» à Leipzig-Dösen, et plus tard dans sa propre clinique. Il y tue des enfants en utilisant le phénobarbital ou la scopolamine. Il est un des trois « experts » chargés d'examiner les formulaires d'enfants handicapés et de décider de leur sort.
Les documents compromettants sont détruits en 1945. Catel demande en 1945 que les chapitres racistes et antisémites des exemplaires de son ouvrage destiné aux infirmières et sages-femmes, Le soin de l'enfant sain et de l'enfant malade soient également détruits. 

## Après-guerre
Catel quitte Leipzig en 1946, est déclaré innocent lors du processus de dénazification à Wiesbaden. Il dirige ensuite la clinique pédiatrique Mammolshöhe proche de Kronberg, est acquitté par le tribunal de dénazification de Hambourg et devient en 1954 professeur à l'université de Kiel.
Il affirme en 1964 qu'il naît chaque année presque 2000 enfants « idiots », qui en raison de leur maladie congénitale ou handicap devraient être tués.
Après sa mort, ses biens sont légués à l'université de Kiel à la condition que soit fondé un institut « Werner-Catel » de recherche en biologie. Après des protestations étudiantes et une mobilisation de l'opinion publique, l'université renonce à cette donation, trois ans après son décès. Son portrait reste présent dans la clinique pédiatrique de Leipzig, accompagné depuis 2006 d'un texte critique et pédagogique.
L'université de Kiel écrit dans son annonce mortuaire en 1981 que Catel « a contribué de nombreuses façons à la santé des enfants malades ».